# Rhizoecus coffeae
Rhizoecus coffeae är en insektsart som beskrevs av Robert Malcolm Laing 1925. Rhizoecus coffeae ingår i släktet Rhizoecus och familjen ullsköldlöss. Inga underarter finns listade i Catalogue of Life.